# Joseph Schoeters
Joseph "Jos" Schoeters (Mol, 12 mei 1947 - Lokeren 1 mei 1998) was een Belgisch wielrenner.

## Biografie
Onder het volk was hij gekend als "Jos" Schoeters. Joseph Schoeters was geen veelwinnaar, maar wist wel meerdere ereplaatsen te behalen. Zijn professionele carrière begon in 1969 bij het Franse team Peugeot - BP - Michelin. In 1974 reed hij in het Nederlandse team Frisol zijn laatste ploeg. In zijn eerste jaar bij Peugeot-BP-Michelin kon hij direct deelnemen aan de Tour de France.
Het niet (kunnen) winnen van een klassieker (Ronde van Vlaanderen, Parijs – Roubaix enzovoorts) zorgde voor onzekerheid en een relatief korte wielercarrière, hoewel hij bij de liefhebbers veel gewonnen had. Bij de voormalige vredeskoers kreeg hij de plaatselijke bijnaam “Der Nurmi”.

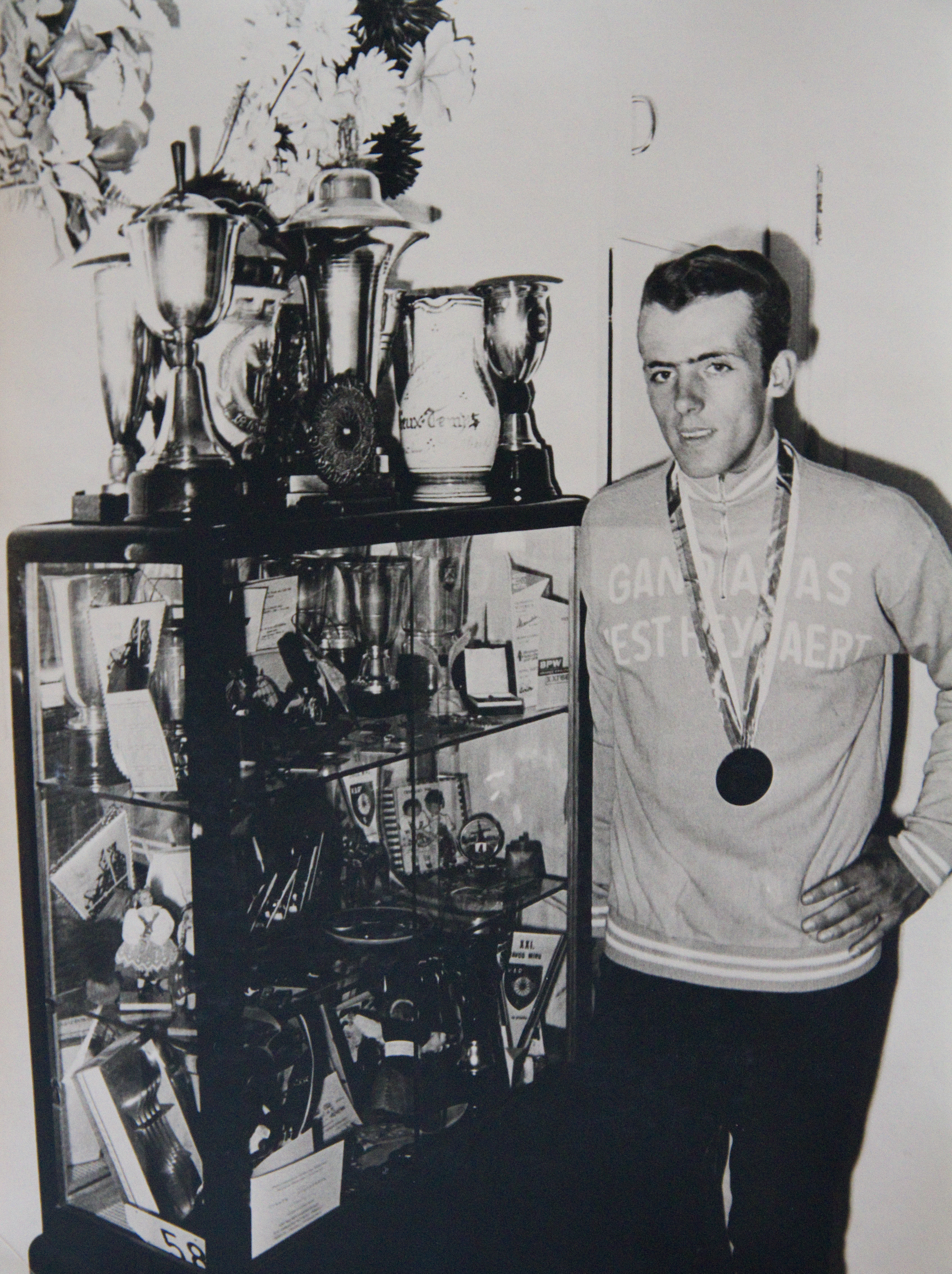
Jos Schoeters

Ploegen van Jos Schoeters
| Ploeg               | Jaar |
| ------------------- | ---- |
| Amateur             | 1966 |
| Amateur             | 1967 |
| Amateur             | 1968 |
| Peugeot-BP-Michelin | 1969 |
| Peugeot-BP-Michelin | 1970 |
| Goldor              | 1971 |
| Individueel         | 1972 |
| Ijsboerke           | 1973 |
| Frisol              | 1974 |

## Resultaten in voornaamste wedstrijden

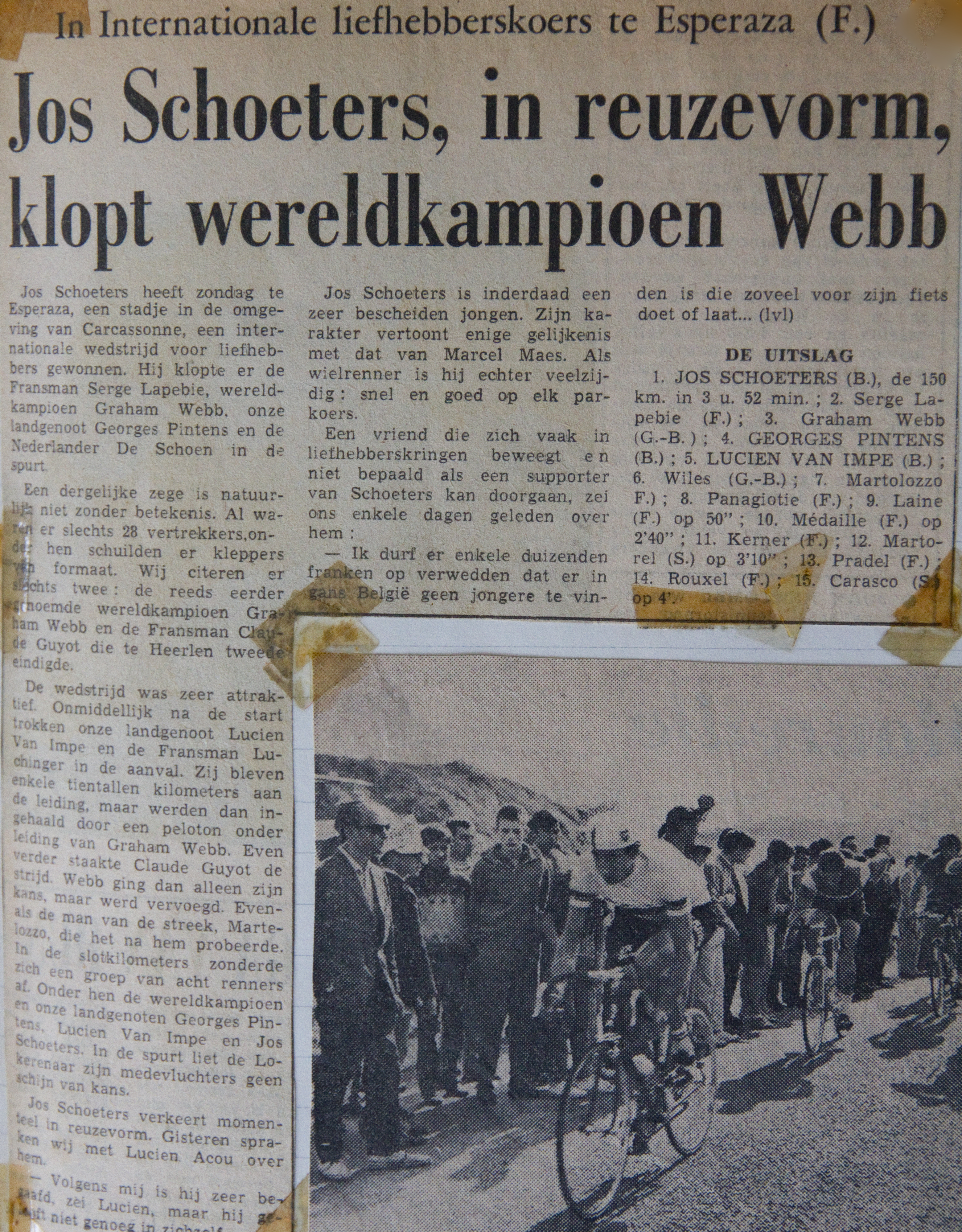
Krantenartikel overwinning

| Jaar | Gent-Wevelgem | Ronde van Vlaanderen | Parijs-Roubaix | Amstel Gold Race | Kuurne-Brussel-Kuurne | Waalse Pijl |
| ---- | ------------- | -------------------- | -------------- | ---------------- | --------------------- | ----------- |
| 1969 | 19e           | 16e                  | 19e            |                  |                       | 34e         |
| 1970 | 29e           |                      |                | 5e               |                       |             |
| 1971 | 61e           |                      |                |                  | 30e                   |             |
| 1972 |               |                      |                |                  |                       |             |
| 1973 |               |                      |                | 17e              | 13e                   |             |

| Datum     | Wedstrijd                   | Plaats | Ploeg               |
| --------- | --------------------------- | ------ | ------------------- |
| 1-3-1969  | Omloop het Nieuwsblad (Bel) | 4      | Peugeot-BP-Michelin |
| 22-3-1969 | E3-Prijs Harelbeke (Bel)    | 13     | Peugeot-BP-Michelin |
| 30-3-1969 | Ronde van Vlaanderen (Bel)  | 16     | Peugeot-BP-Michelin |
| 13-4-1969 | Parijs-Roubaix (Fra)        | 19     | Peugeot-BP-Michelin |
| 16-4-1969 | Gent-Wevelgem (Bel)         | 19     | Peugeot-BP-Michelin |
| 20-4-1969 | Waalse Pijl (Bel)           | 34     | Peugeot-BP-Michelin |
| 25-4-1970 | Amstel Gold Race (Ned)      | 5      | Peugeot-BP-Michelin |
| 7-3-1971  | Kuurne-Brussel-Kuurne (Bel) | 30     | Goldor              |
| 4-3-1973  | Kuurne-Brussel-Kuurne (Bel) | 13     | Ijsboerke           |
| 7-4-1973  | Amstel Gold Race (Ned)      | 17     | Ijsboerke           |